# Ляпунов, Виталий Николаевич
Виталий Николаевич Ляпунов (род. 7 марта 1987, Усть-Каменогорск) — российский хоккеист, нападающий.

## Биография
В 1995—2002 годах учился в школе № 8 города Магнитогорска.
Воспитанник магнитогорской хоккейной школы «Металлург».
С 2003 года играл в клубах России.
На чемпионате мира 2004 года заявлен за юношескую сборную России. В 5 играх набрал 3+1 очка.
В Суперлиге провел 20 игр, сделав 1 результативную передачу.
В высшей лиге сыграл 164 игры, набрав 25+22 очка.
В 1 лиге сыграл 29 игр, набрав 5+7 очков.
В чемпионате Казахстана в 24 играх набрал 6+4 очка.
В ВХЛ провел 2 игры.
В 2012—2013 годах — игрок клуба ВХЛ «Казцинк-Торпедо».
После завершения профессиональной хоккейной карьеры в 2013 году играет в команде «Стальные топоры» Федерации любительской хоккейной лиги Магнитогорска.